# Sanaga (Rosja)
Sanaga (ros. Санага) – wieś (ułus) w Rosji, w Buriacji, w rejonie zakamieńskim. W 2010 liczyła 1832 mieszkańców.